# نایلند با ویسینگتون
نایلند با ویسینگتون (انگلیسی: Nayland-with-Wissington)  منطقه‌ای است که شامل دهکده بزرگتر نایلند و دهکده روستایی مجاور ویسینگتون می‌باشد. آنها در اصل دو محله جداگانه بودند و در اواخر قرن نوزدهم در یک محله مدنی متحد شدند.  با این حال، محله های کلیسایی جدا باقی مانده است.